# Самет
Самет, Самед, Ко Самет (тай. เกาะเสม็ด) — острів та однойменний архіпелаг у Сіамській затоці.
Знаходиться за 200 кілометрів від Бангкоку у провінції Районг.  Займає площу 13 км², найбільший острів архіпелагу, що входить до національноного парку Кхао Лаєм Я - Му Ко Самет, що покриває територію затоки і островів 131 км².

## Назва
Назву Самет отримав від тайської назви дерева Melaleuca quinquenervia, що росте у болотистій місцевості острова.

## Географія
Як і гори навпроти острова на материку, Самет складається з силікатів (граніт). Гірська система, до якої належить острів з архіпелагом, називається Кхао Лаєм Я. На території національного парку є ряд коралових рифів.

### Клімат
Острів знаходиться у зоні, котра характеризується мусонним кліматом. Найтепліший місяць — квітень із середньою температурою 30 °C (86 °F). Найхолодніший місяць — грудень, із середньою температурою 25.6 °С (78 °F).
| Клімат о. Самет         | Клімат о. Самет | Клімат о. Самет | Клімат о. Самет | Клімат о. Самет | Клімат о. Самет | Клімат о. Самет | Клімат о. Самет | Клімат о. Самет | Клімат о. Самет | Клімат о. Самет | Клімат о. Самет | Клімат о. Самет | Клімат о. Самет |
| Показник                | Січ.            | Лют.            | Бер.            | Квіт.           | Трав.           | Черв.           | Лип.            | Серп.           | Вер.            | Жовт.           | Лист.           | Груд.           | Рік             |
| Середній максимум, °C   | 31,1            | 32,2            | 32,2            | 32,8            | 32,8            | 32,2            | 32,2            | 31,1            | 31,1            | 32,2            | 32,2            | 31,1            | 31,9            |
| Середня температура, °C | 26,1            | 28,3            | 29,4            | 30              | 30              | 30              | 29,4            | 28,9            | 28,3            | 28,3            | 27,8            | 25,6            | 28,5            |
| Середній мінімум, °C    | 21,1            | 23,9            | 26,1            | 27,2            | 27,2            | 27,8            | 26,1            | 26,1            | 25              | 23,9            | 22,8            | 20              | 24,8            |
| Норма опадів, мм        | 17              | 40              | 65              | 66              | 190             | 149             | 133             | 128             | 248             | 216             | 84              | 4               | 1340            |
| Днів з опадами          | 2               | 4               | 4               | 6               | 15              | 13              | 12              | 14              | 17              | 15              | 8               | 1               | 111             |
| ----------------------- | --------------- | --------------- | --------------- | --------------- | --------------- | --------------- | --------------- | --------------- | --------------- | --------------- | --------------- | --------------- | --------------- |
| Джерело: Weatherbase    |                 |                 |                 |                 |                 |                 |                 |                 |                 |                 |                 |                 |                 |

## Природа
В коралових рифах навколо острова водяться велетенські молюски Tridacna gigas, зелені морські черепахи Chelonia mydas, морські зірки. На острові зустрічаються китайська жаба-бик Rana rugulosa, мініатюрні олені Tragulidae та птах-носоріг  Anthracoceros albirostris. У лісах острова поширені дерева Micromelum mimutum, Lagerstroemia tomentosa, Arfeuillea arborescens, Capparis sepiaria, Scaevola taccada, Scyphiphora hydrophyllacea, Pandanus tectorius, Melaleuca quinquenervia, Syzyglum gralum.

## Туризм

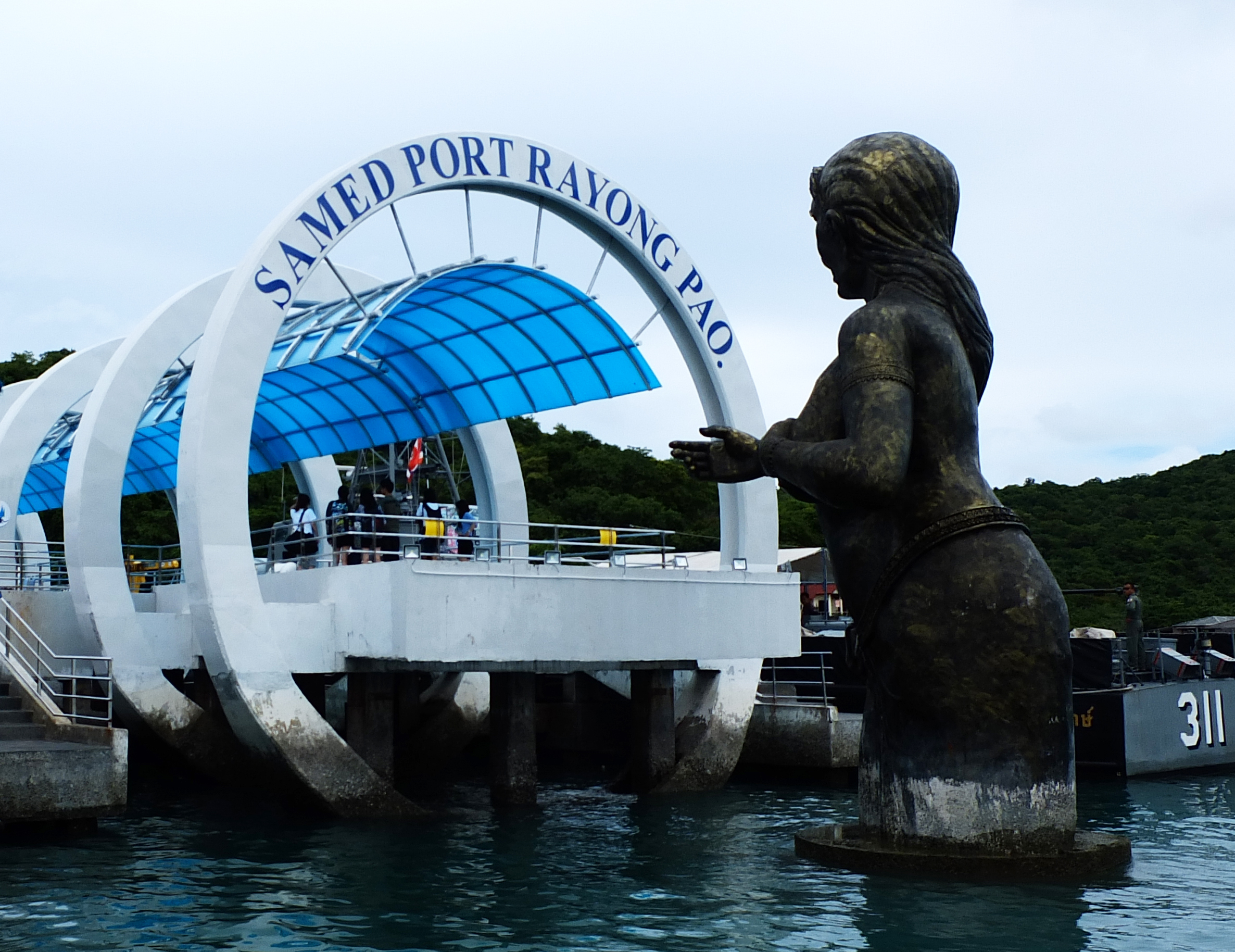
Морський велетень у порті Самет

З 1981 року острів був включений у національний парк.
Самет привертає до себе увагу численних туристів рядом красивих бухт з пляжами з білим піском, що обрамлені скелями. Популярне місце для відпочинку жителів Бангкоку.
Нічні розваги розвинуті слабо. Переважає сімейний, еко туризм.
Розвинутий дайвінг, снорклінг на навколишніх мініатюрних островах, що мають коралові рифи. Від берега континенту щогодини до 6 вечора ходять човни, квиток ціною в 50 бат (33 грн. - 2016 р.). Подорож до острова на громадському транспорті (човни) триває близько години.
Розвитку туризму сприяло прокладення бетонної дороги вздовж острова, що було завершено у 2014 році. На її спорудження витратили 61950000 бат.

## В культурі
Оспіваний тайським поетом Сунтхорном Пху у епосі Пхра Апхай Манеє. У творі острів населений гігантами, русалками та іншими міфічними створіннями. За мотивами цього твору на острові встановлено ряд скульптур.

## Галерея

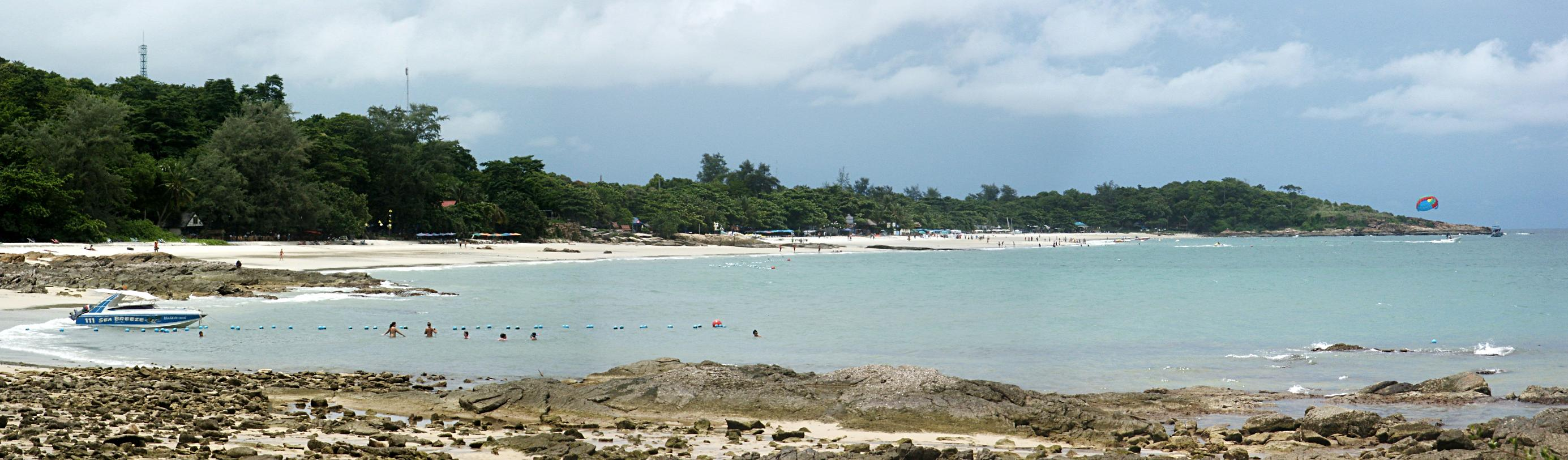
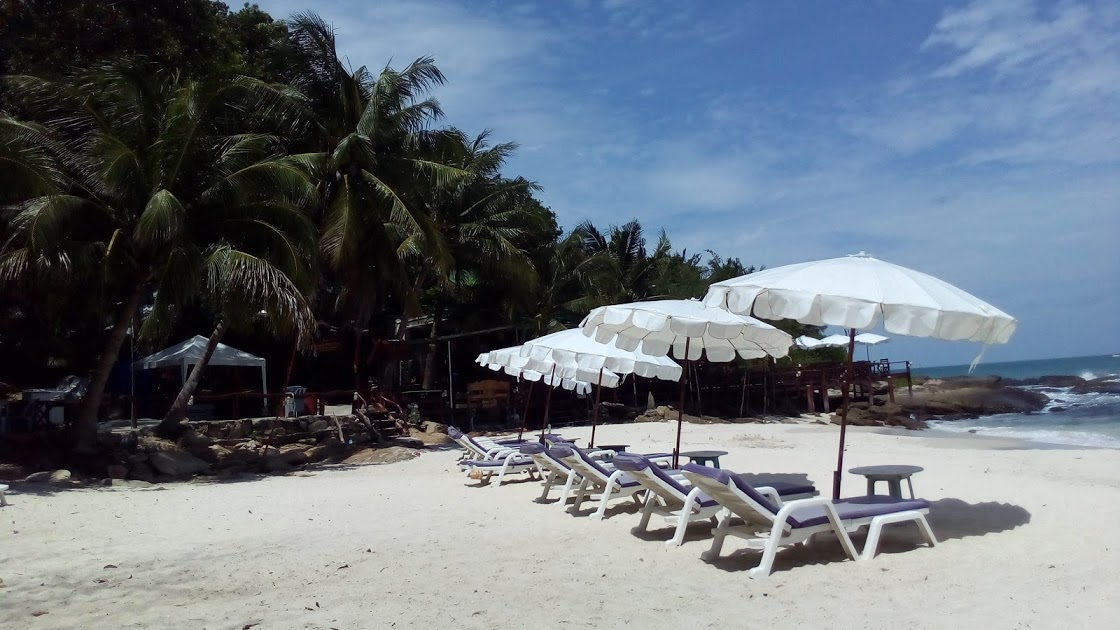
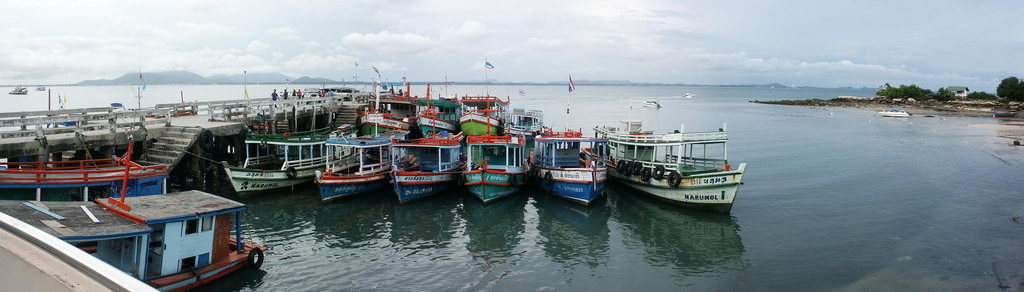
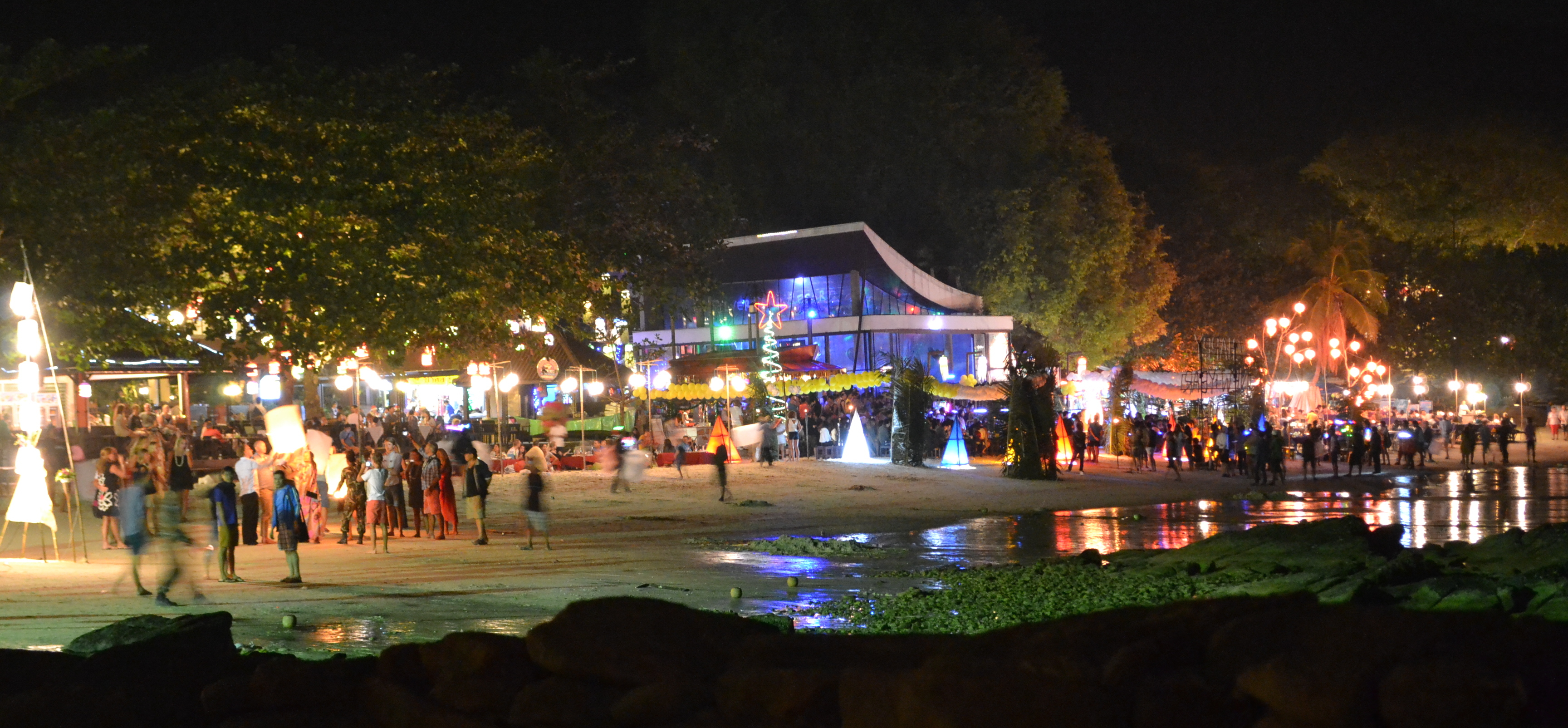
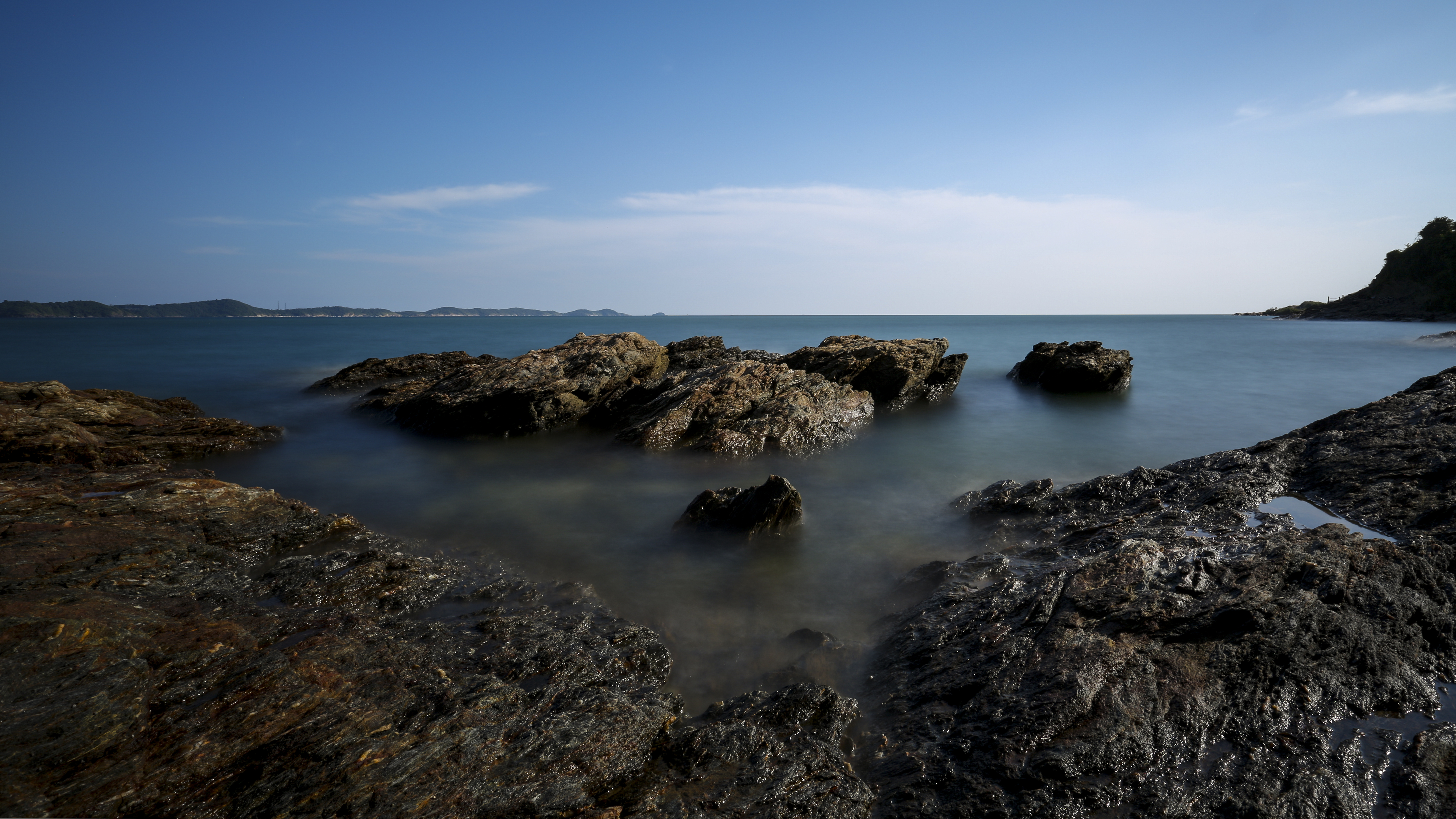
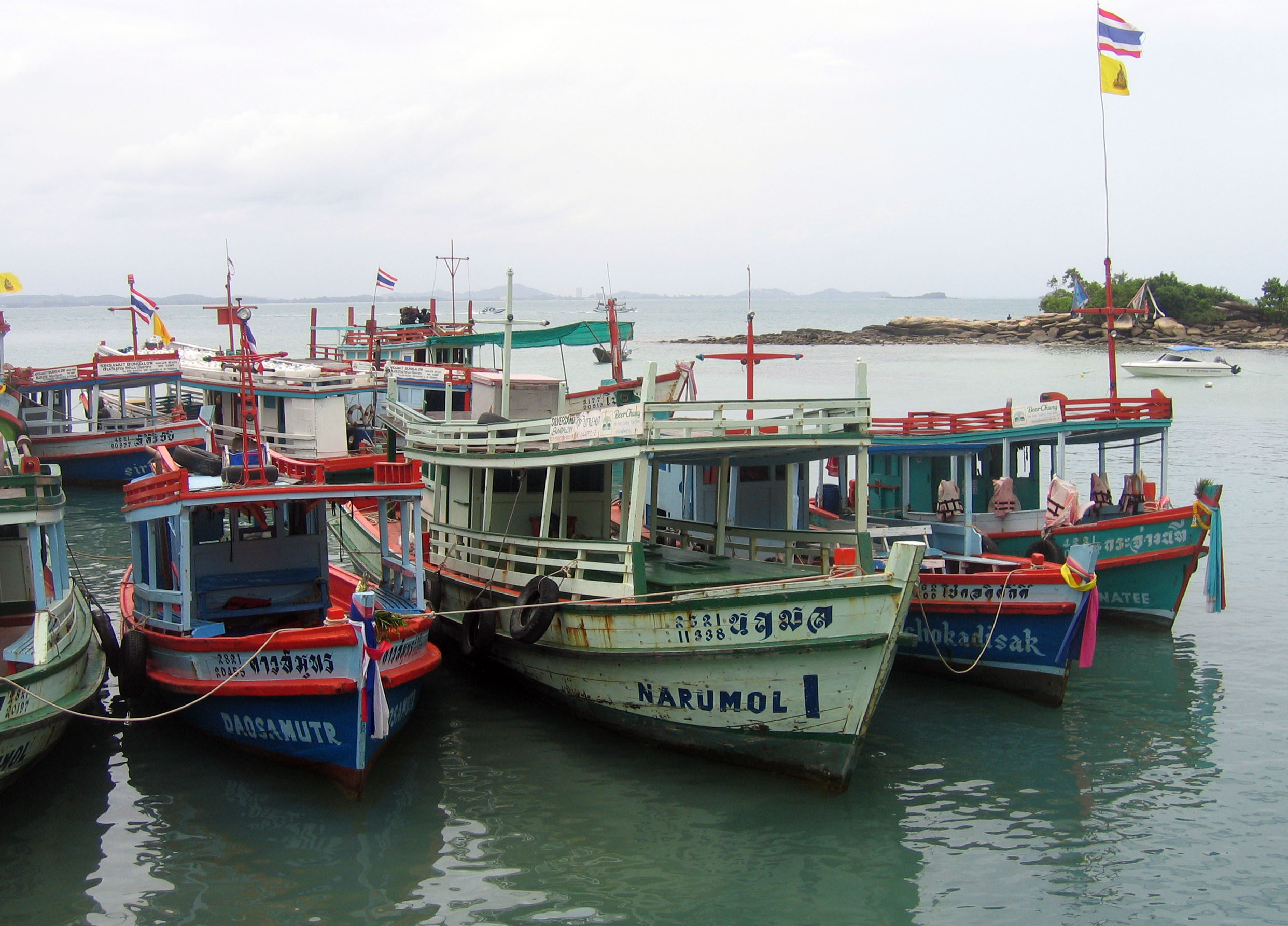
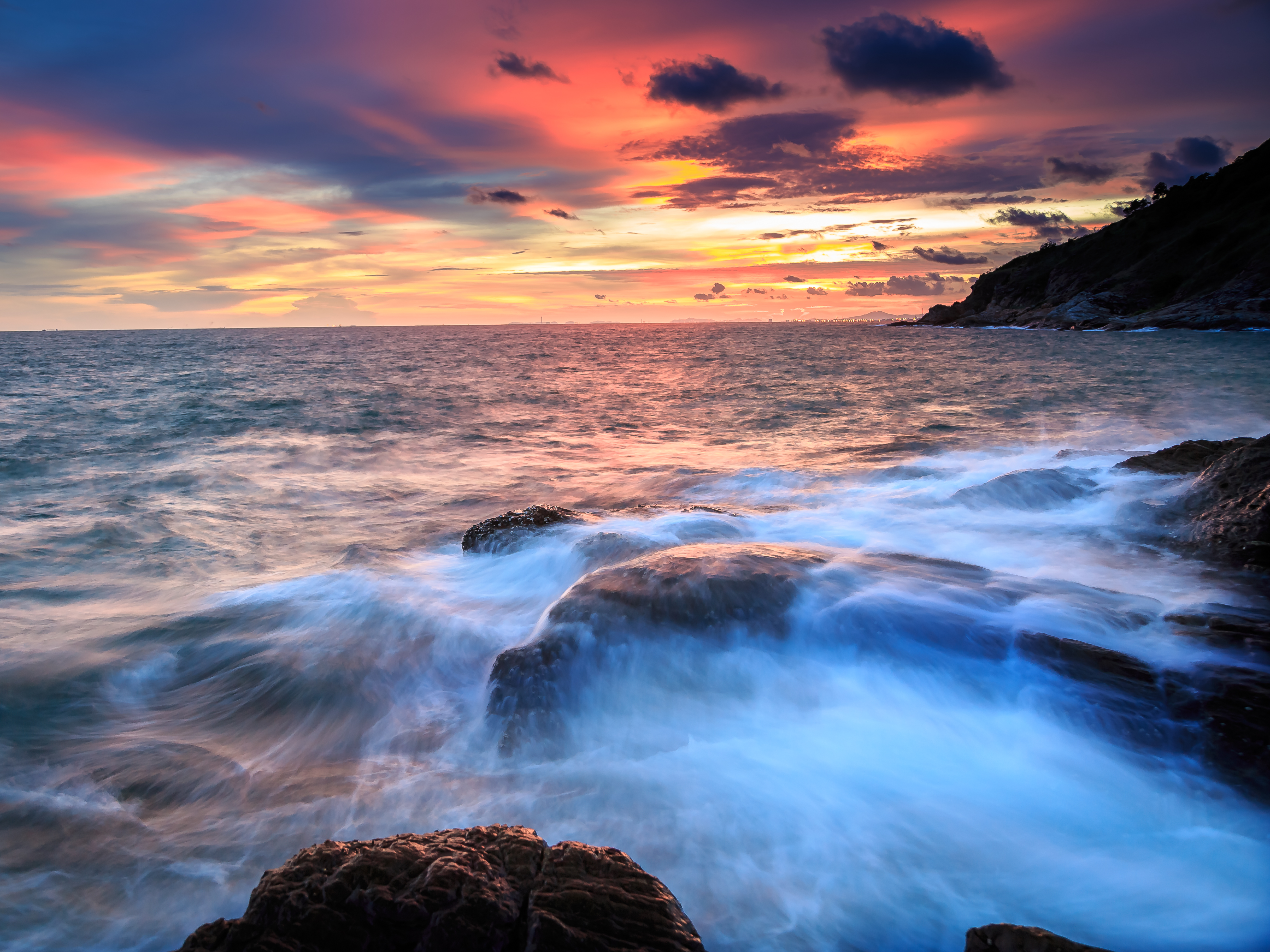